# Gewichtheffen op de Olympische Zomerspelen 2020 – Klasse boven 109 kilogram mannen
Het Gewichtheffen in de klasse boven 109 kg voor mannen op de Olympische Zomerspelen 2020 vond plaats woensdag 4 augustus in het Tokyo International Forum. Het toernooi zou eigenlijk in 2020 plaatsvinden, maar werd vanwege de coronapandemie uitgesteld tot 2021.

## Resultaten
| Rang   | Naam                  | Land             | Groep | Lichaams- gewicht | Trekken (kg) | Trekken (kg) | Trekken (kg) | Trekken (kg) | Voorslaan en uitstoten (kg) | Voorslaan en uitstoten (kg) | Voorslaan en uitstoten (kg) | Voorslaan en uitstoten (kg) | Totaal       |
| Rang   | Naam                  | Land             | Groep | Lichaams- gewicht | 1            | 2            | 3            | Resultaat    | 1                           | 2                           | 3                           | Resultaat                   | Totaal       |
| ------ | --------------------- | ---------------- | ----- | ----------------- | ------------ | ------------ | ------------ | ------------ | --------------------------- | --------------------------- | --------------------------- | --------------------------- | ------------ |
| Goud   | Lasja Talachadze      | Georgië          | A     | 177,00            | 208          | 215          | 223          | 223 WR       | 245                         | 255                         | 265                         | 265 WR                      | 488 WR       |
| Zilver | Ali Davoudi           | Iran             | A     | 168,25            | 191          | 196          | 200          | 200          | 234                         | 240                         | 241                         | 241                         | 441          |
| Brons  | Man Asaad             | Syrië            | A     | 147,55            | 185          | 190          | 197          | 190          | 228                         | 234                         | 242                         | 234                         | 424          |
| 4      | Hojamuhammet Toýçyýew | Turkmenistan     | A     | 141,85            | 184          | 188          | 190          | 184          | 230                         | 235                         | 241                         | 230                         | 414          |
| 5      | David Liti            | Nieuw-Zeeland    | A     | 176,55            | 173          | 178          | 183          | 178          | 229                         | 236                         | 241                         | 236                         | 414          |
| 6      | Enzo Kuworge          | Nederland        | A     | 161,10            | 175          | 180          | 180          | 175          | 225                         | 233                         | 234                         | 234                         | 409          |
| 7      | Péter Nagy            | Hongarije        | B     | 160,30            | 165          | 173          | 178          | 178          | 206                         | 214                         | 218                         | 218                         | 396          |
| 8      | Marcos Ruiz           | Spanje           | B     | 109,90            | 175          | 180          | 185          | 180          | 210                         | 215                         | 215                         | 215                         | 395          |
| 9      | Caine Wilkes          | Verenigde Staten | B     | 151,15            | 173          | 178          | 180          | 173          | 212                         | 217                         | 224                         | 217                         | 390          |
| 10     | Sargis Martirosjan    | Oostenrijk       | B     | 114,35            | 175          | 180          | 180          | 180          | 190                         | 201                         | 205                         | 201                         | 381          |
| 11     | David Litvinov        | Israël           | B     | 128,30            | 176          | 181          | 181          | 176          | 205                         | 210                         | 210                         | 205                         | 381          |
| 12     | Hsieh Yun-ting        | Chinees Taipei   | B     | 126,05            | 165          | 172          | 179          | 172          | 206                         | 206                         | 214                         | 206                         | 378          |
| 13     | Jiří Orság            | Tsjechië         | A     | 140,90            | 175          | 180          | 184          | 180          | 232                         | 235                         | 235                         | —                           | —            |
| 14     | Walid Bidani          | Algerije         | A     | Niet gestart      | Niet gestart | Niet gestart | Niet gestart | Niet gestart | Niet gestart                | Niet gestart                | Niet gestart                | Niet gestart                | Niet gestart |